# (38448) 1999 SS18
1999 SS18 (asteroide 38448) é um asteroide da cintura principal. Possui uma excentricidade de 0.07608200 e uma inclinação de 14.66045º.
Este asteroide foi descoberto no dia 30 de setembro de 1999 por LINEAR em Socorro.